# Wojsławice (Byczyna)
Wojsławice (deutsch Woislawitz, 1936–1945 Kirchlinden) ist ein Ort der Gmina Byczyna in der Woiwodschaft Opole in Polen.

## Geographie

### Geographische Lage
Wojsławice liegt im nordwestlichen Teil Oberschlesiens im Kreuzburger Land. Das Dorf Wojsławice liegt rund sieben Kilometer östlich vom Gemeindesitz Byczyna, rund 18 Kilometer nördlich der Kreisstadt Kluczbork und etwa 65 Kilometer nordöstlich der Woiwodschaftshauptstadt Oppeln.
Durch den Ort führt die Woiwodschaftsstraße Droga wojewódzka 487.

### Nachbarorte
Nachbarorte von Wojsławice sind im Nordwesten Sierosławice (Schiroslawitz), im Osten Uszyce (Uschütz), im Süden Nasale (Nassadel), im Südwesten Gosław (Goslau) und im Roszkowice (Roschkowitz).

## Geschichte

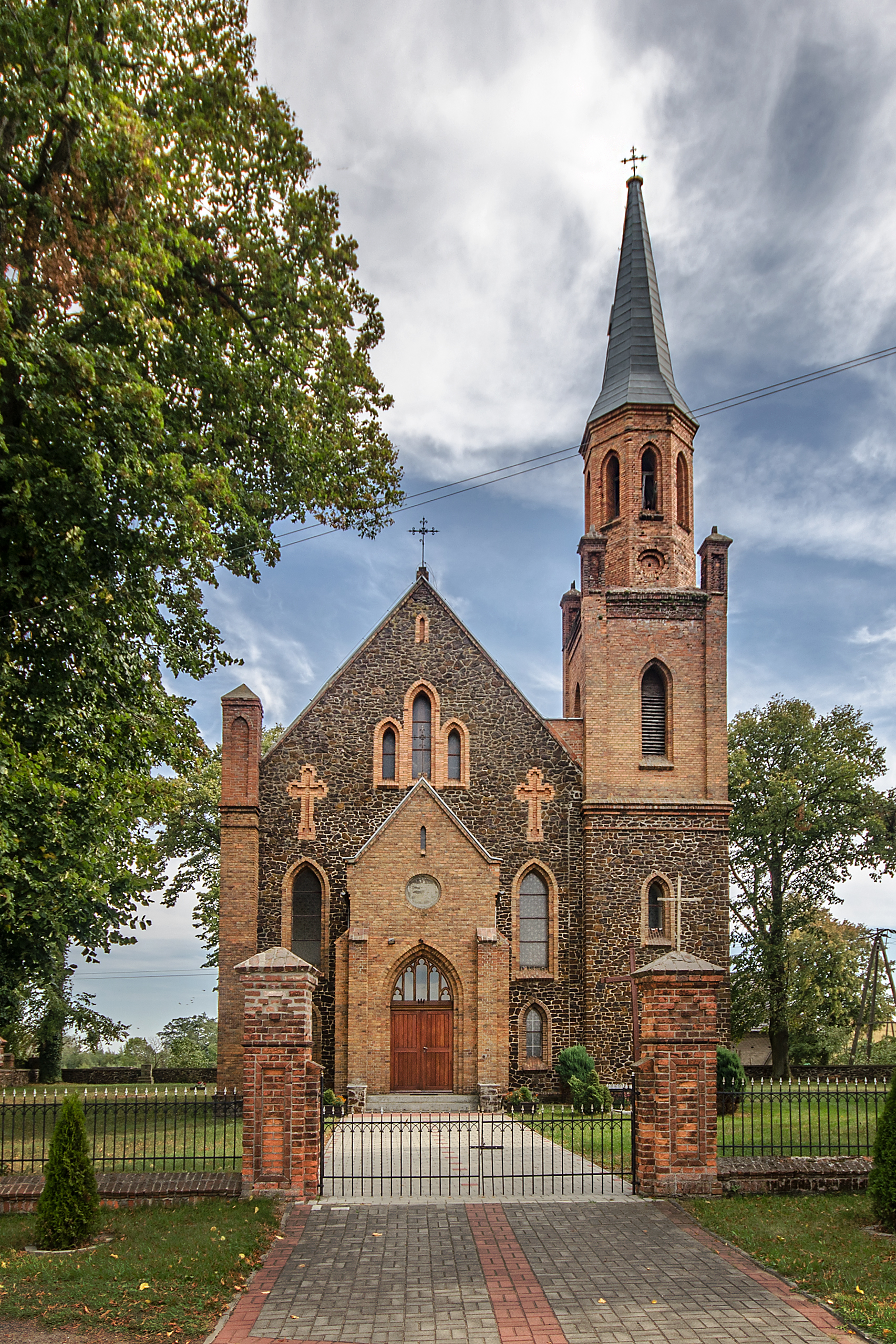
St. Josef

Der Ort wird im Jahr 1405 erstmals als Woyslowicz erwähnt. Der Ortsname leitet sich vom Namen des Gründers ab, Dorf des Wieroslaw.
1845 bestanden im Dorf eine Kirche und weitere 21 Häuser. Im gleichen Jahr lebten in Woislawitz 172 Menschen, davon 29 katholisch. 1861 lebten in Woislawitz 172 Menschen. 1874 wurde der Amtsbezirk Roschkowitz gegründet, zu dem Woislawitz eingegliedert wurde.
1925 hatte der Ort 103, 1933 wiederum 92 Einwohner. Zum 27. Mai 1936 wurde der Ortsname in Kirchlinden geändert. 1939 lebten 94 Menschen in Kirchlinden. Bis 1945 gehörte das Dorf zum Landkreis Kreuzburg O.S.
Als Folge des Zweiten Weltkriegs fiel Kirchlinden 1945 wie der größte Teil Schlesiens unter polnische Verwaltung. Nachfolgend wurde der Ort in Wojsławice umbenannt und der Woiwodschaft Schlesien angeschlossen. 1950 wurde es der Woiwodschaft Oppeln eingegliedert. 1999 kam der Ort zum neu gegründeten Powiat Kluczborski (Kreis Kreuzburg).

## Sehenswürdigkeiten
- Die heutige römisch-katholische St.-Josefs-Kirche wurde 1877 an Stelle einer hölzernen Kirche im neogotischen Stil erbaut und war bis 1989 das Gotteshaus der evangelischen Kirchengemeinde.[7]